# Francos (Rio de Mouro)
Francos ou A-dos-Francos é uma aldeia localizada na freguesia de Rio de Mouro, Município de Sintra.